# Stillingia uleana
Stillingia uleana är en törelväxtart som beskrevs av Ferdinand Albin Pax och Käthe Hoffmann. Stillingia uleana ingår i släktet Stillingia och familjen törelväxter. Inga underarter finns listade i Catalogue of Life.